# Paradise (Arizona)
Paradise is een spookstadje in Cochise County in de Amerikaanse staat Arizona. Het dorp werd gesticht in 1901 en kende een gestage achteruitgang na 1904. Het ligt in de Chiricahua Mountains in het zuidwesten van Arizona, 7,5 km ten westen van het gehucht Portal, op 1671 meter hoogte. Het wordt omgeven door het Coronado National Forest.

## Geschiedenis
De plaats werd in 1901 gesticht in het zogenaamde California mining district om er verschillende mineralen en metalen te ontginnen. Op het hoogtepunt had Paradise een postkantoor, winkels, een hotel, een gevangenis en verschillende saloons. In 1904 woonden er 300 mensen. Het postkantoor sloot in 1943. Enkele bewoners bleven. In mei 2011 telde Paradise 29 bouwwerken en 5 vaste bewoners.

## In populaire cultuur
De computerspellen Postal (1997) en Postal 2 (2003) en de actiekomedie Postal (2007) spelen zich af in een gelijknamig maar fictief stadje in Arizona.